# Brachymeria psyche
Brachymeria psyche är en stekelart som beskrevs av Burks 1960. Brachymeria psyche ingår i släktet Brachymeria och familjen bredlårsteklar. Inga underarter finns listade.